# Sökö
För orten Sökö, se Sökö, Esbo stad
Sökö är en variant av femkorts stötpoker. Alla deltagare får, efter erläggandet av en förutbestämd summa, kallad ante, först ett kort "i hålet", alltså ett kort som har frånsidan uppåt och bara kan ses av den enskilda spelaren och sedan ett öppet kort. Efter dessa två kort kan spelaren med det högsta kortet satsa (vanligtvis upp till summan av antena, det vill säga potten) eller passa (eng. check), varefter turen går medsols runt bordet från denna spelare. Sedan följer ytterligare tre likadana omgångar av satsning, varefter den bästa handen vinner potten. 
Skillnaden mellan Sökö och vanlig fem korts stötpoker är att handrankingen inkluderar två för stötpoker främmande händer: Fyra i följd och fyra i färg, vilka placerar sig i denna ordning mellan ett par och två par. Sökö anses i Finland vara ett inhemskt spel, men spelas relativt allmänt även i Sverige. I Finland förekommer spelet av tradition på grovarbetares arbetsplatser, busstationer och dylikt. Redan innan kasinopoker blev lagligt i Finland (1994) och Sverige (2002) anordnades nationella mästerskap i spelet. Pokers prestigeturneringar erbjuder inte sökö.
Ordet sökö står i finsk slang för något som är sönder eller odugligt.